# 85198 Weltenburg
85198 Weltenburg este o planetă minoră (asteroid), cu un diametru de 4,834 km, din centura de asteroizi. A fost descoperită pe 2 octombrie 1991 la Tautenburg de Freimut Börngen. 
Obiectul prezintă o orbită caracterizată de o semiaxă mare de 3,0318051531187 UAi, o excentricitate de 0,1, o înclinație de 8,8290911943843 ° în raport cu ecliptica.